# Гаті (супутник)
Гаті, або Хаті, також Сатурн XLIII (лат. Hati, давньоскан. Hati) — п'ятдесятий за віддаленістю від планети природний супутник Сатурна. Відкритий Скоттом Шеппардом, Девідом Джевіттом, Дженом Кліна 12 грудня 2004 року.
У скандинавській міфології Гаті (Хаті) — велетенський вовк, син Фенріра, брат-близнюк Сколя.

## Корисні посилання
- Супутники Сатурна. Дані Інституту астрономії. [Архівовано 15 травня 2011 у Wayback Machine.](англ.)
- Циркуляр МАС №8523: Оголошення про відкриття нових супутників Сатурна[недоступне посилання з квітня 2019](англ.)
- Циркуляр МАС №8826: Назви нових супутників Сатурна і Юпітера [Архівовано 10 січня 2020 у Wayback Machine.](англ.)
- Електронний циркуляр ЦМП MPEC 2005-J13: Дванадцять нових супутників Сатурна [Архівовано 29 травня 2012 у Archive.is](англ.)